# Oncocnemis flavescens
Oncocnemis flavescens là một loài bướm đêm trong họ Noctuidae.